# Radial sin cable
La amoladora radial sin cable es una amoladora angular portátil diseñada para realizar  cortes rectos, transversales y en ángulo, o tareas de desbaste y pulido sobre diversos materiales como metal, piedra, cerámica y hormigón. A diferencia de las amoladoras con cable, este tipo de radial funciona mediante baterías recargables, lo que proporciona mayor libertad de movimiento y versatilidad siendo ideal para trabajos en obra, carpintería ligera y bricolaje.
Su diseño ergonómico facilita el manejo con una sola mano. Las amoladoras radiales de batería han ganado popularidad por su portabilidad y facilidad de uso. Se caracterizan por su movilidad, ligereza y versatilidad sobre todo en lugares sin acceso a la red eléctrica. Utilizan baterías de ion-litio, generalmente de 12 V, 18 V o 20 V.

## Historia
La amoladora angular fue inventada en 1954 por la empresa alemana Ackermann + Schmitt (FLEX-Elektrowerkzeuge GmbH) en Steinheim an der Murr

## Características
- Utiliza un disco abrasivo circular que gira a alta velocidad, con distintos diámetros (habitualmente 115 mm, 125 mm o 150 mm).

- Funciona con baterías de ion-litio, generalmente de 18 V, 20 V o 36 V.

- Incluye empuñadura auxiliar, protector de disco y sistema de bloqueo de eje.

- Algunos modelos incorporan motor sin escobillas (brushless) para mayor eficiencia.
- Potencia: entre 1200 y 2000 W.
- Diámetro de disco: 115–150 mm.
- Profundidad de corte: hasta 65 mm a 90°.

## Ventajas e inconvenientes

#### Ventajas
- Mayor libertad de movimiento que las de cable
- Menor peso y tamaño.
- Ideales para cortes rápidos en obra o exteriores.

#### Limitaciones
- Menor autonomía y potencia que los modelos con cable.
- Requieren recarga o baterías adicionales para trabajos prolongados.

## Tipos de batería
Las amoladoras radiales de batería se clasifican según el voltaje de la batería, lo que determina su potencia y autonomía.

### 10–12 V
Modelos compactos y ligeros, adecuados para trabajos de precisión o cortes ligeros.
- Bosch GWS 12V-76
- Makita CP100DZ

### 14.4 V
Menos comunes actualmente, pero aún presentes en gamas intermedias.
- Makita DGA452Z (compatible con baterías de 14.4 V y 18 V)

### 18–21 V
Gama profesional. Alta potencia para trabajos exigentes.
- Bosch GWS 18V-10
- Makita DGA513Z
- DeWalt DCG405N
- Einhell TE-AG 18 Li
- Worx WX800

### 28–36 V
Modelos industriales para tareas intensivas y discos de mayor diámetro.
- Milwaukee M28 CAG125X
- Makita DGA900Z

## Comparativa entre los modelos del mercado[4]
Empezaron con pequeñas radiales de poca potencia de baja potencia, pero hoy en día llenan una muy amplia gama.
| Marca   | Modelo          | Voltaje | Motor          | RPM máx. | Diámetro disco | Freno electrónico | Kickback | Peso aprox. | Observaciones                 |
| ------- | --------------- | ------- | -------------- | -------- | -------------- | ----------------- | -------- | ----------- | ----------------------------- |
| Bosch   | GWS 18V-LI      | 18 V    | 4 polos        | 11.000   | 115 mm         | No                | No       | 2.3 kg      | Equivale a 800 W cableado     |
| Bosch   | GWS 12V-76      | 12 V    | Brushless      | 19.500   | 76 mm          | No                | No       | 0.5 kg      | Ultra compacta                |
| Bosch   | GWX 18V-15 PSC  | 18 V    | BITURBO        | 11.000   | 125 mm         | Sí                | Sí       | 2.7 kg      | X-LOCK, control de velocidad  |
| Makita  | DGA452          | 18 V    | Con escobillas | 11.000   | 115 mm         | No                | No       | 2.3 kg      | Modelo clásico LXT            |
| Makita  | DGA513Z         | 18 V    | Brushless      | 8.500    | 125 mm         | Sí                | Sí       | 2.5 kg      | Control de velocidad, AVT     |
| Makita  | DGA900Z         | 36 V    | Brushless      | 7.800    | 230 mm         | Sí                | Sí       | 5.4 kg      | Doble batería, uso industrial |
| DeWalt  | DCG405N         | 18 V    | Brushless      | 9.000    | 125 mm         | Sí                | Sí       | 1.74 kg     | XR, compacto y potente        |
| DeWalt  | DCG418          | 54 V    | Brushless      | 9.000    | 125 mm         | Sí                | Sí       | 2.2 kg      | FLEXVOLT, alto rendimiento    |
| Einhell | TE-AG 18/115 Li | 18 V    | Con escobillas | 8.500    | 115 mm         | No                | No       | 1.2 kg      | Ligera, económica             |
| Einhell | AXXIO 18/125    | 18 V    | Brushless      | 8.500    | 125 mm         | No                | Sí       | 1.4 kg      | Profesional, PurePower motor  |
| Worx    | WX800           | 20 V    | Brushless      | 8.600    | 115 mm         | Sí                | Sí       | 1.9 kg      | Compacta, PowerShare          |
| Worx    | WX812L          | 20 V    | Brushless      | 8.500    | 115 mm         | Sí                | Sí       | 1.8 kg      | Nitro, anti-kickback          |

| Marca  | Modelo          | Voltaje | Diámetro disco | Corte máx. a 90° |
| ------ | --------------- | ------- | -------------- | ---------------- |
| Makita | HS301DSAE       | 12 V    | 85 mm          | 25 mm            |
| Bosch  | GKS 18V-57      | 18 V    | 165 mm         | 57 mm            |
| DeWalt | DCS570N         | 18 V    | 184 mm         | 64 mm            |
| Metabo | KS 18 LTX 66 BL | 18 V    | 165 mm         | 66 mm            |